# 이멜다 마르코스
이멜다 로무알데스 마르코스(출생명 '이멜다 트리니다드 로무알데스', 스페인어: Imelda Trinidad Romualdez), 스페인어: Imelda Romuáldez Marcos, 1929년 7월 2일 ~ )는 필리핀의 정치인이다. 마닐라 시장, 주택환경부 장관으로 재직하였다.
제10대 대통령 페르디난드 마르코스의 배우자이다. 독재자 페르디난드 마르코스의 대통령 재직 시에 부패 행위를 한 것으로 알려져 비난의 대상이 되었다.
1986년 페르디난드 마르코스와 함께 미국 하와이로 망명하였고 1989년 9월 28일 페르디난드 마르코스가 사망하자 귀국하였다. 이후 2010년 하원의원에 당선되었다.

## 생애

### 생애 초반

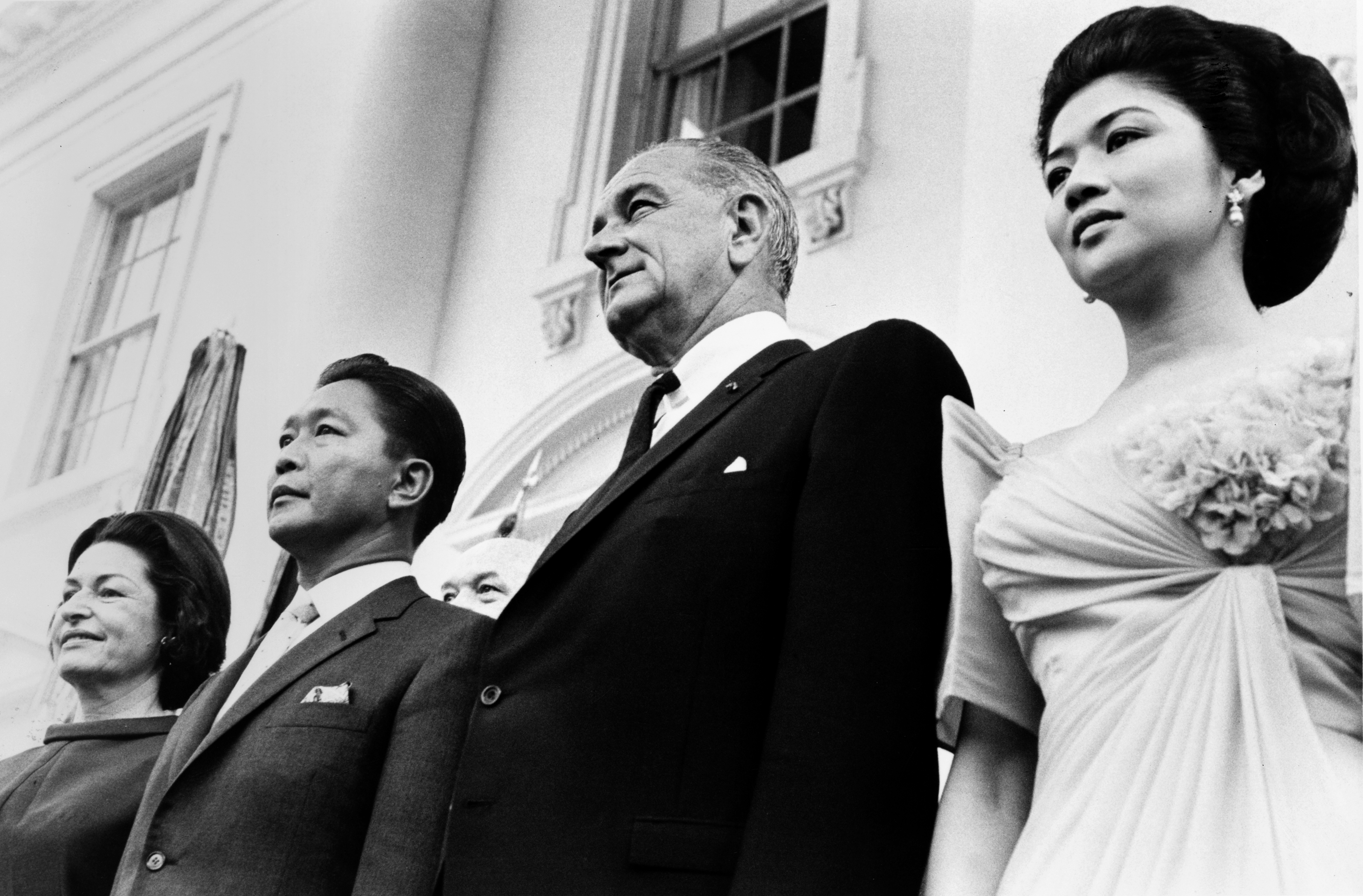
1966년 미국 대통령 린든 존슨 내외의 필리핀 방문시

1929년 마닐라에서 태어났다. 성은 '로무알데스'로, 이름은 '이멜다 로무알데스'이다. 스페인 안달루시아인과 일본인의 후손이다. 미인 대회에서 우승하지는 못했지만 뛰어난 미모로 유명세를 얻어 상류 사회에 진출했다. 1954년에 정치인인 페르디난트 마르코스와 결혼하여 딸 아이미 마르코스, 아이린 마르코스, 에이미 마르코스, 아들 봉봉 마르코스를 두었다.

### 정치 활동과 망명

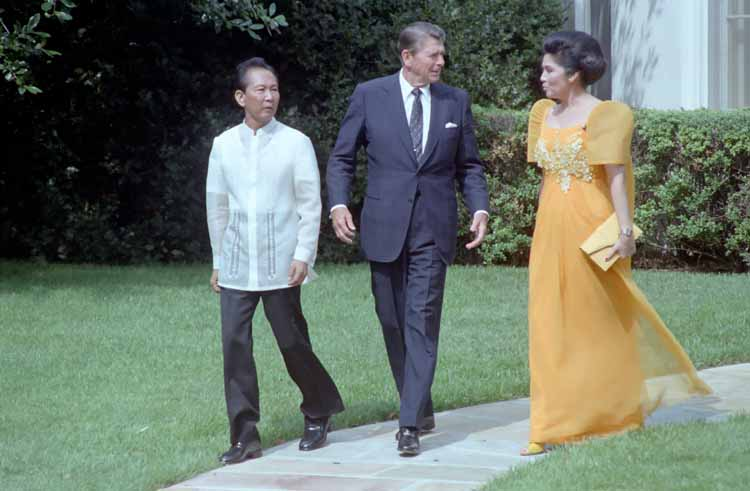
레이건 대통령과 함께

1975년 필리핀의 수도 마닐라 시장(1975년 ~ 1986년)이 되었고, 1979년에는 남편으로부터 주택환경부 장관에 임명되었으며, 1986년 피플 파워 혁명을 계기로 남편이 퇴진할 때까지 겸임했다. 1986년 독재자로 군림하던 남편이 실각하면서 함께 미국 하와이로 망명하였다. 이후 대통령 관저 말라카냥궁에서의 호화로운 생활이 폭로되었다. 패션 쇼에 참가하고 성대한 파티를 열었으며 신발은 무려 3,000켤레나 되었다고 알려졌다. 그러면서 부패 정치인이라는 오명을 얻었다.
1989년 남편 페르디난드 마르코스가 죽고 얼마 후 필리핀으로 귀국했다. 남편의 시신을 필리핀으로 들여와 집 근처 기념관의 유리 상자 안에 안치하였다. 페르디난드 마르코스의 국립묘지 매장을 주장하기도 했다.

### 귀국 이후
2010년 이멜다는 하원의원 선거에 도전해 당선되었다. 장녀 아이미 마르코스도 일로코스 주지사에 당선되었고, 아들 봉봉 마르코스도 상원의원으로 재직하였다.

## 같이 보기
- 페르디난트 마르코스
- 세자르 비에라타
- 후안 폰스 에르닐

## 역대 선거 결과
| 선거명      | 직책명                          | 대수 | 정당         | 득표율 | 득표수      | 결과 | 당락                     |
| ----------- | ------------------------------- | ---- | ------------ | ------ | ----------- | ---- | ------------------------ |
| 1992년 선거 | 필리핀 대통령                   | 12대 | 신사회운동당 | 10.32% | 2,338,294표 | 5위  | 낙선                     |
| 2010년 선거 | 하원의원 (북일로코스 제2선거구) | 15대 | 신사회운동당 | 80.02% | 109,571표   | 1위  | 북일로코스 하원의원 당선 |
| 2013년 선거 | 하원의원 (북일로코스 제2선거구) | 16대 | 신사회운동당 | 76.13% | 94,484표    | 1위  | 북일로코스 하원의원 당선 |
| 2016년 선거 | 하원의원 (북일로코스 제2선거구) | 17대 | 국민당       | -%     | 134,725표   | 1위  | 북일로코스 하원의원 당선 |